# 文龙与肖尼
《文龙与肖尼》是中国壮族民间流传的一首长篇叙事诗，取材自汉族民间故事《刘文龙》。但《刘文龙》已失传，《文龙与肖尼》流传至今。侗、布依、毛难、仫佬等民族中也有流传。
《文龙与肖尼》将原来的故事“壮化”了。它用壮歌的形式来编唱，有着浓厚的壮民族色彩。
长诗产生之时兵荒马乱，社会动荡不安。每有攻伐，朝廷一定要调恨兵，特别是明、清两代，征调恨兵更为频繁。由于征调，常常弄得人们妻离子散，家破人亡；加之在家里的孤儿寡母，备受欺凌，于是就造成了许多家庭悲剧。所以《文龙与肖尼》正适应了当时人们的心理和生活遭际，博得广大人民的喜爱。到后来，一般都是在反动当局征调的时候唱的，为的是劝导出征的丈夫不要忘记在家的妻子的苦楚。
这首歌与有关传说故事在壮族地区流传，其内容情节，各地不尽相同，尤其是关于文龙的身世问题，差异更大。多数地区是说文龙家中富有，自幼聪明过人，才学高深，不慕富贵功名，清高不凡，但因朝廷器重而被召进京做官。有少数地区如广西东兰县一带，则说文龙家境贫寒，后赴京应试中了状元才做官。凌云和柳江等地流传的故事，也说文龙家贫，但是被征入伍以后，由于勇敢善战，屡立奇功，被封高官等。形式有七言腰脚韵、五言腰脚韵、勒脚歌等等。
这首长歌，充满着男女之间的悲欢离合之情，是一首以坚贞爱情为基调的动人的爱的颂歌。它揭露和鞭挞封建统治者陵势欺人和巧取豪夺的卑劣行径，歌颂了纯洁坚贞的爱情。

## 情节
文龙自幼聪明出众，很有才学。家里有万贯钱财，但他从不过问，也不慕功名。他十五岁就结婚，与妻子肖尼过着甜蜜安宁的生活。由于他学识超群，为朝廷所看重而被召进京做官。皇命难违，他不得已离开妻子和家园。离别时，夫妻互相叮吁，依依难舍。最后将破镜各持一边，以表示对爱情的忠贞。
肖尼在家殷勤地侍候公婆，日夜思念丈夫，盼望远方亲人的信息，期待丈夫官任期满归来。
文龙在外做官，千里迢迢，山川阻隔，书信难传。三年官任虽已期满，唯因朝廷器重赏识，不许辞官，故不得不又拖过了十年。
有个恶霸宋忠，在乡里仗势欺压百姓，整天寻花惹柳。他见肖尼长得漂亮，就想霸占。他对肖尼诱惑不了，又托媒人来行骗，说文龙已在外另娶，后造谣文龙已死；并且利诱和胁迫肖尼公婆和邻里，使他们也参与逼肖尼就范。但是肖尼始终不从，她忠于文龙，也坚信文龙忠于爱情。正当宋忠准备使出蛮横手段要强娶夺人的时候，她焚书托梦给丈夫。文龙得知后，立刻辞宫备马，星夜赶回乡来。
文龙回到家乡，见一女子在江边哭泣，经过一番盘问和试探，才知道这女子就是自己的妻子肖尼，知道她始终不渝地忠实于自己。文龙用计杀死了宋忠，惩治了媒婆，教育了众人，夫妻聚首团圆。

## 风格
长诗从文龙离妻别乡开始展开，在表现两人离情别绪时，没有停留在人物的心理活动的描写上面，临别时的破镜、赠衣，以及相送一程又一程等等，除了其内容本身就是爱情的忠贞的生动表示外，在表现力法上还有明显的戏剧“动作性”。肖尼与宋忠的矛盾是故事的进一步发展。作品把爱情置于风浪里，置于尖锐的矛盾冲突之中来考验，特别是写文龙回乡后与肖尼的重逢，用计杀掉宋忠，惩罚媒婆，更是使矛盾冲突激化，富于戏剧性，深化了主题思想。
此外，在情节发展的过程中，场面背景与气氛的不断变换，即有在家里的，有在京城的，有在江边的；气氛有悲凉的，有欢乐的，有紧张的，有严肃的，等等，戏剧性得以加深。长诗对肖尼其心理、神态、性格的描绘尤其细致。例如：当肖尼送文龙上京，文龙嘱咐肖尼“别把我想念弄断肝肠”的时候，“肖尼听了眼泪落，叫声文龙饮泪泣”，“你到遥远的地方去，丢下我孤零零的在家里；肖尼眼泪流不停，夫妻相候长叹息”。这种离情别绪感人肺腑。你们嫁我我只有一死，你们别再来劝我，我死了也不去呀爹，要不你就杀了我把肉装在箩里挑去!我死也不改嫁，死也不能让你把我卖要钱，你们想嫁我要钱，就等我死后拿肉去卖吧。”肖尼对封建婚姻的反抗跃然纸上。